# Стакан воды (фильм, 1957)
«Стакан воды» — советский чёрно-белый фильм-спектакль режиссёра Александра Усольцева-Гарф в жанре исторической комедии, снятый на студии «Моснаучфильм» в 1957 году. Экранизация спектакля, поставленного в Малом театре по одноимённой комедии Эжена Скриба.

## Сюжет
Пьеса «Стакан воды» является одной из немногих исторических, и, одновременно, по оценке С. Пронского, одной из лучших пьес Скриба. Сюжет для пьесы был написан Скрибом по эпизоду борьбы английских партий (виги и тори) во время войны между Англией и Францией в начале XVIII века. Как это, по мнению С. Пронского, свойственно всей драматургии Скриба, дело сведено к пустяку, историческое событие превратилось в заполненный разнообразными эффектами и неожиданностями забавный анекдот. Этой пьесе в 1957 году было более ста лет и всё время она не сходила со сцены русских и советских театров, заняв почётное место в их репертуарах, несмотря на то, что, как пишет С. Пронский, Скриб не был гениальным художником-драматургом, а лишь, по оценке М. Горького, «ловким и умным фабрикантом пьес».
Действие пьесы происходит в Лондоне в королевском дворце Сент-Джемс в 1714 году. Государством умело правит фаворитка безвольной королевы — герцогиня Мальборо. Лорд Болингброк (бывший министр), являющийся политическим противником герцогини и мечтающий вернуть своё влияние при дворе, ведёт успешную хитроумную войну против своей политической соперницы. Королева Анна, герцогиня Мальборо и «незаконнорождённая» дворянка по имени Абигайль одновременно влюблены в обедневшего юного дворянина Мешема и борются за влияние на него. Последний не догадывается о том, что королева и герцогиня влюблены в него, и, будучи уверен в бескорыстности их хорошего к нему отношения, рассчитывает на их покровительство и устроение его счастья с Абигайль.
Болингброку становится известно о тайной страсти, которую королева и герцогиня испытывают к молодому прапорщику Артуру Мешему. Лорд начинает использовать соперничество дам за внимание молодого офицера в своих целях. Болингброк разжигает в королеве ревность и недовольство соперницей, а также способствует бедной продавщице Абигайль (возлюбленной Мешема) занять место первой придворной дамы. В сети хитроумных интриг запутываются все. Кульминацией становится простая просьба о стакане воды, обращённая королевой к Артуру Мешему. Именно этот, поданный Артуром, стакан воды взрывает события как бомба. Результатом становится политическая победа лорда: герцогиня Мальборо и её супруг (командующий английской армией) отправляются в отставку, парламент распущен, а сам Болингброк возглавляет сформированное им правительство и заключает почётный мир с Францией. Также новый премьер-министр добивается и благословения королевой брака Абигайль с Артуром.

## Описание
Чёрно-белый фильм-спектакль. Снят на «Московской киностудии научно-популярных фильмов» («Моснаучфильм», СССР) в 1957 году. Продолжительность — 98 минут. Длина плёнки (10 частей) — 2689 метров. Фильму было выдано прокатное удостоверение ВЭ 23.VIII 1957 г. Жанр — историческая комедия. Экранизация спектакля, поставленного Малым театром по одноимённой комедии Эжена Скриба.
Сообщение о том, что на Московской студии научно-популярных фильмов режиссёр А. Усольцев и оператор Ш. Гегелашвили ведут для Московского телевидения съёмку фильма-спектакля «Стакан воды» в исполнении артистов Малого театра, было опубликовано в девятом номере журнала «Искусство кино» за 1956 год.
Фильм был упомянут в Ежегоднике Большой Советской Энциклопедии за 1958 год в числе восьми полнометражных фильмов, выпущенных Московской киностудией научно-популярных фильмов в 1957 году.
В съёмочную группу входили: Александр Усольцев-Гарф (режиссёр и соавтор сценарной разработки), Евгений Велихов (соавтор сценарной разработки), Яков Фельдман (художник-постановщик), Шалва Гегелашвили (оператор), А. Севастьянов (композитор), М. Белоусов (звукооператор), Е. Карпов (содиректор картины), А. Непомнящий (содиректор картины). Роли исполняли: Николай Афанасьев (Мешем), Евгений Велихов (лорд Болингброк), Владимир Вилль (маркиз де Торси), Елена Гоголева (герцогиня Мальборо), Татьяна Еремеева (королева Анна), О. Федоровский (Томсон), Лилия Юдина (Абигайль).

## Критика
С. Смитанюк, впечатления которой были опубликованы в газете «Советская культура», писала, что посмотрела кинокартину с большим удовольствием. Фильм покорил её непринуждённостью и лёгкостью постановки, прекрасной игрой актёров, юмором и весельем. По оценке Смитанюк, всем давно известная, но всё такая же остроумная и забавная история о том, как пролитый на королеву стакан воды распутал прихотливо сплетённые в один клубок судьбы молодых влюблённых, придворные интриги и интересы королевства, заиграла новыми красками в исполнении мастеров Малого театра. Королева в исполнении Еремеевой получилась безвольной, слабой, всеми обиженной. Герцогиня Мальборо в исполнении Гоголевой — решительной и энергичной. Лорд Болингброк Велихова — хитрый политик. Артур Мешем Афанасьева — преданный и честный. Абигайль у Юдиной получилась лукавой. Множество колоритных черт и штрихов в созданных артистами тонких и живых образах были приукрашены блёстками иронии и остроумия. И эта ирония не задумана автором пьесы Скрибом, она привнесена самими исполнителями ролей, отнёсшимися к своим персонажам с лёгкой насмешливостью. По мнению Смитанюк, экранизация спектакля режиссёром Усольцевым оказалась удачной, умело уложенной в рамки кинопроизведения. При этом выразительные средства кино подчеркнули сильные стороны театрального произведения и помогли донести высокое искусство мастеров Малого театра до широких зрительских масс.
С. Пронский, рассказывая о фильме на страницах газеты «Курская правда», отнёс к его достоинствам и заслуге режиссёра-постановщика и сценаристов сохранение текста пьесы без изменений, а также отметил сохранение стиля эпохи и то, насколько умело элементы театрального действия сочетаются в фильме со спецификой кинематографии. По мнению Пронского, имеющие место в фильме остроумные осмеяние и изобличение придворных нравов и аристократической знати, как жадных до власти и денег политических интриганов, отражают дух настроений французской буржуазии 30—40-х годов XIX века, с которым нельзя не согласиться. Но не только эта критика привлекала советского зрителя конца 60-х годов XX века, фильм привлекает своими бодростью, жизнерадостностью, неподдельной весёлостью и общей оптимистической настроенностью. А мастерская игра артистов Малого театра на всём протяжении фильма поддерживает свойственную комедиям Скриба живость развития действия. Е. Велихов тонко и изящно исполняет выигрышную и эффектную, с благородным текстом, роль двигателя интриги Болингброка. Как нельзя под стать этому прославленному журналисту и политику, чьи газетные статьи наносили противникам смертельные раны, и аристократические манеры и тонкий юмор и лёгкость тона и простота. В исполнении Велихова Болингброк ловок, проницателен, умён, в общении с людьми — обворожителен, но при всём при этом безмерно циничен, несмотря на некоторую толику благородства. Удачность игры Велихова заключается в том, что он, правильно уловив основные черты своей роли, сумел отнестись к созданному им самим образу Болингброка с иронией и даже сарказмом. Как счёл Пронский, именно поэтому зритель, оставаясь на стороне Болингброка в его борьбе с политическими противниками, продолжает видеть в нём человека, не брезгующего никакими средствами для достижения своей цели. Лишь случай помогает победить Болингброку, до этого все попытки экс-министра вернуться к кормилу государственной власти стремительно и ловко парализуются его сильным и достойным противником — первой статс-дамой королевы герцогиней Мальборо, роль которой с тончайшим комедийным блеском исполнила Е. Гоголева. Королеву-пустышку Анну, беспомощную как королеву, ничтожную как человек, великолепно сыграла Т. Еремеева, подчеркнувшая без излишнего нажима обнаруживаемую в характере своей героини недалёкость, сделав тем самым необыкновенно выразительным образ безвольной королевы, являющейся разменной монетой в интригах Болингброка и герцогини. Задуманный как полная противоположность Болингброку, прапорщик Мешем представляет собой прямодушие, искренность, нравственную чистоту, воплощённое благородство. Будучи не так «дьявольски» умён, как Болингброк, из-за своего простодушия Мешем нередко попадает в глупое положение, но, несмотря на это, симпатии зрителей остаются на стороне юного прапорщика. По сравнению с другими ведущими ролями эта роль значительно менее выигрышная, но Н. Афанасьеву удалось её отлично выразить. Оставляет прекрасное впечатление и глубоко импонирующая зрителю, прямая, честная, с чувством собственного достоинства, но не лишённая лукавства, Абигайль в исполнении Л. Юдиной.
Как писала на страницах журнала «Театр» И. Борисова, спектакль Малого театра «Стакан воды» был снят смелее, чем всем памятный своей удачностью фильм-спектакль «Ромео и Джульетта». Несмотря на то, что обильно ведённые пейзажи и интерьеры зачастую не играют какую-то роль, являясь всего лишь эффектными иллюстрациями, а некоторые диалоги ощущаются немного затянутыми, в фильме удалось решить очень трудную задачу: передать ритм спектакля.
Н. Игнатьева в статье о Елене Гоголевой двухтомного сборника о Малом Театре писала, что в фильме-спектакле «Стакан воды» запечатлена последняя версия сценического образа герцогини Мальборо — одной из самых известных и эффектных ролей Гоголевой, впервые сыгранной в 1931 году, а потом на протяжении более двадцати пяти лет постоянно оттачивавшейся. Фильм передал и уверенность мастерства, и изящество рисунка, и остроту мысли актрисы. Пластическое решение образа было полностью соотнесено с внутренним состоянием, развитием мысли герцогини. В каждой сцене Гоголева, тщательно подготавливая удар по противнику, верно вела действие к кульминационной точке. Как подытоживающий, венчающий аккорд умело производила то или иное точно найденное движение (такое как, например, знаменитый реверанс из первого акта). Исполнение роли Гоголевой могло бы считаться концертным, если бы она не вела свою партию в продуманном тесном взаимодействии с остальными образами, органично вписываясь в сценический ансамбль других актёров. Одновременно и тонкой, осторожной разведкой и решительным, умелым, пусть и замаскированным, наступлением, в котором не может быть и не должно быть поражения, выглядел дуэт герцогини с королевой. В то же время, был больше похож на игру «ва-банк», в открытую, дуэт с Болингброком, в котором герцогиня не боялась быть язвительной и едкой, и позволяла себе куда бо́льшую смелость. У Игнатьевой сложилось впечатление, что Гоголева сама получала удовольствие от каверзных фраз, произносимых с мягким спокойствием, от постоянно сменявшихся «атак» и «отходов в оборону», от того, что враг не подозревает о заготовленной ему коварной западне. Точно передавая внутренние побуждения и ход мыслей герцогини, Гоголева выражала своё отношение к сыгранному образу, как бы поглядывая на него со стороны. И этот взятый с безукоризненным чувством меры чуть ироничный взгляд стал одним из самых сильных средств, к которым прибегала актриса, чтобы раскрыть лицемерие и фальшь политической интриганки.
Как отмечал в своей статье 2009 года «Книжное кино. Экранизация литературных произведений (1968—1985)» Ю. Хомяков, вторая (в СССР) экранизация пьесы «Стакан воды», снятая в 1979 году режиссёром Юлием Карасиком, в момент своего выхода на экран понравилась зрителям значительно меньше, чем экранизация 1957 года, поскольку зрители хотели видеть именно комедию, а не тяжеловесную психологическую драму.